# 欧洲政党
歐洲政黨（英語：European Political Party），正式名称為歐洲層級政黨（political party at European level），非正式名称為歐洲黨（Europarty），是指在歐盟內部跨国运作的政黨。歐洲政黨受到《歐盟關於歐洲政黨和歐洲政治基金會第1141 / 2014號法規（EU Regulation No. 1141/2014 on European Political Parties and European Political Foundations）》的監管和資助，而其日常運作則受歐盟歐洲政黨和歐洲政治基金會管理局（EU Authority for European Political Parties and European Political Foundations, APPF）的監督。它們通過其附屬政治團體和歐洲議會議員在歐洲議會表達其意見，並通過與其附屬國家元首或政府首腦的協調會來影響歐盟高峰會的決策；同時它們還與歐盟委員會中的附屬委員親密合作和協調配合。
歐洲政黨主要由國家級政黨組成，另與有少量個人成員，它們擁有在歐洲議會選舉期間的競選專有權力。為此，他們經常透過宣言來概述他們的立場和抱負。選前，部分政黨會指定下屆歐盟執委會主席候選人，稱作首席候選人（Spitzenkandidat）或頭號候選人。歐洲政黨的工作可以透過官方附屬的歐洲政治基金會來協助。基金會獨立於歐洲政黨，主要為政策議題和歐洲一體化的公開辯論做出貢獻。
歐洲政黨在歐洲議會中的對應部門是議會的黨團。歐洲政黨透過與其附屬國家元首和政府首長的協調會議來影響歐盟高峰會的決策過程。他們也與歐盟執委會的成員密切合作。
「歐盟政黨（political party in the EU）」一詞可以指三種不同類型的實體：國內政黨、歐洲議會黨團和歐洲政黨。

## 歷史

### 1970年代
第一個歐洲政黨是在1970年代成立，當時正值歐洲議會首次直接普選（1976年通過，1979年首次舉行）前夕。1973年，隨著歐洲共同體擴大到丹麥、愛爾蘭和英國，擴大後的社會黨代表大會在波昂召開，並成立了「歐洲共同體社會黨聯合會」（Confederation of the Socialist Parties of the European Community）。1976年3月，丹麥、法國、德國、義大利、盧森堡和荷蘭的政黨在斯圖加特成立了歐洲自由民主聯盟。幾個月後的七月，來自比利時、法國、德國、愛爾蘭、義大利、盧森堡和荷蘭的政黨代表在盧森堡聚會，成立了歐洲人民黨。

### 1990s

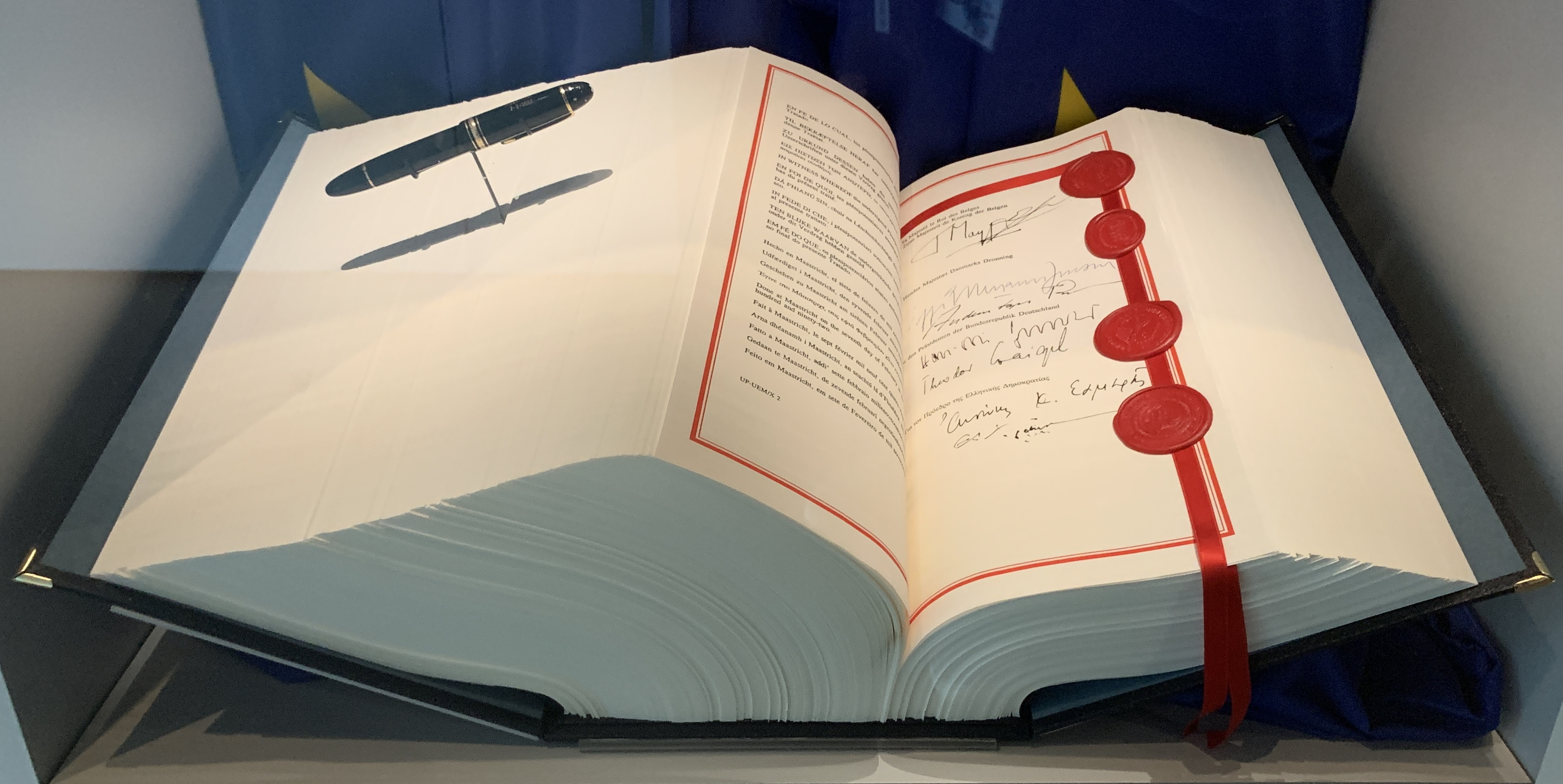
《馬斯垂克條約》（1992）承認歐洲政黨的存在

1992年，《馬斯垂克條約》新增的第138a條（所謂的政黨條款）規定「歐洲層面的政黨是歐盟一體化的重要因素。它們有助於形成歐洲意識並表達歐盟公民的政治意願」，正式承認歐洲政黨的存在。
1997年，《阿姆斯特丹條約》新列由誰支付黨內授權支出的條款（重新編號為第191條）。依據法律，歐洲政黨可從歐盟預算中獲得資金。然而。此類支出包括對國家政黨的資助，這不在當初的預期內。

### 2000–2003
2000年6月，歐洲審計院認為，歐洲議會黨團不應提供撥款作為歐洲議會黨團的經費。這項決定使得2001年《尼斯條約》在《歐盟運作條約》（當時稱為《建立歐洲經濟共同體條約》）第191條增加第二款，明確允許向歐洲政黨提供來自歐盟預算的資金。新段落指出，「理事會根據第251條規定的程序行事，應制定歐洲層級政黨的管理條例，特別是有關其資金的規則」。「第251條」指的是共同決策程序，也就是歐洲議會和理事會作為共同立法者的程序。
2003年11月，歐洲議會和歐盟部長理事會通過了「關於歐洲政黨管理條例及其資助規則」的第2004/2003號條例。2004/2003號法規提供了歐洲政黨的第一個官方定義，並為其公共資金創建了框架。
該框架規定，在歐洲政黨的總金額中，15%將平均分配（一次性付款），85%將根據歐洲議會各政黨的議員人數比例分配（歐洲議會議員資助） 。此外，公共資金不能超過歐洲政黨可報銷支出的75%（稱為「共同融資率」）；這意味著歐洲政黨必須從特定私人來源（「自有資源」）籌集25%的預算，例如捐款或會員捐助。2004/2003號條例還規定了透明度義務、捐款限制和支出禁令，包括禁止直接或間接資助國家政黨和候選人。

### 2004–2007
隨後，歐洲議會主席團在2004年3月29日的決議對該法規進行了詳細說明，之後再根據第1524/2007號法規進行修訂。
第1524/2007號條例明定資金框架並修改「共同融資率」，允許歐盟總預算中的公共資金可達歐洲政黨可報銷支出的85%。這意味著歐洲政黨只需籌措15%的私有資金（「自有資源」）。
1524/2007條例也允許歐洲政黨設立附屬的歐洲政治基金會，關注於歐洲議題的辯論、組織會議和開展研究，並將志同道合的國家政治基金會聯繫起來。最後，修訂後的規定明確允許歐洲政黨資助歐洲議會選舉活動。

### 2014

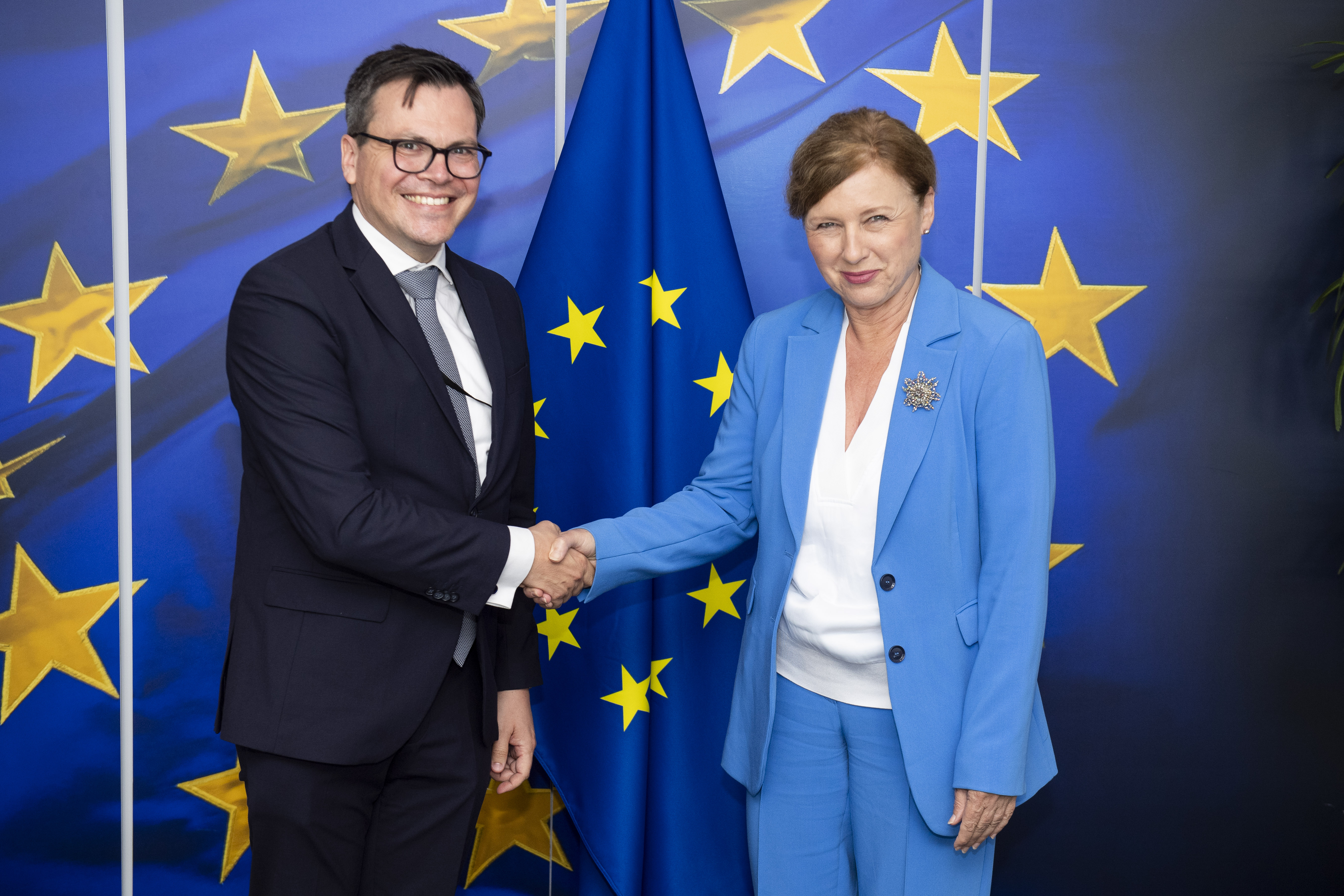
歐盟執委會負責價值觀和透明度的副主席薇拉·喬霍瓦與APPF局長帕斯卡·蕭納德（Pascal Schonard）

2014年10月，歐洲議會和理事會通過了第1141/2014號條例，取代了第2004/2003號條例，並徹底改革歐洲政黨和基金會的框架，包括賦予它們歐洲法律地位。該條例還設立了歐洲政黨和歐洲政治基金會管理局（APPF），旨在對歐洲政黨和基金會進行註冊、管控和實施制裁。
第1141/2014號法規於2017年生效，並於2018年全面實施。

### 2018–2019
2018年5月，歐洲議會和理事會通過了第2018/673號條例，對第1141/2014號條例進行修訂，詳細說明了有關政黨和基金會註冊以及政黨政綱和黨徽的規定。
除此之外，第2018/673號法規加入多項變更，包括以下內容：
- 在可用公共資金總額中，一次性撥款和歐洲議會議員資助的份額分別改為10%和90%（之前為15%和85%）；
- 歐洲政黨的共同融資率降至10%（之前為15%）。

2019年3月，歐洲議會和理事會通過了第2019/493號條例，進一步修正第1141/2014號條例。修改部分主要集中在歐洲政黨和基金會對個人資料的使用。該法規的實施方式隨後由歐洲議會主席團的2019年7月1日決議更新。

### 2020年代
2021年6月，根據第1141/2014號條例第38條，歐洲議會憲法事務委員會（AFCO）的歐洲議會議員夏爾·戈倫斯（ALDE）和萊納·維蘭德（EPP）提交了關於該條例實施情形的初步報告。在資金方面，初步報告呼籲執委會和共同立法者應明確歐洲政黨和基金會向國家成員政黨提供間接資金的定義，取消為歐洲議題公投活動提供資金的禁令，允許非歐盟國家政黨為歐洲政黨提供資金（英國脫歐後，英國政黨無法再為歐洲政黨提供資金），擴大私人資金類別，降低歐洲政黨的共同融資率，並簡化會計程序。
2021年11月，歐盟執委會提出新法規文本，旨在使用重新制訂（recast）程序取代第1141/2021號法規。執委會的文件提出政治廣告的定義，強化有關性別平等的規定，明確化歐洲政黨對其成員政黨展示其標誌的要求，並將遵守歐盟價值觀的義務延伸至成員政黨。在資金方面，該提案維持歐洲議會降低歐洲政黨共同融資率的建議（從10%降至5%，選舉年降至0%）。文本還包含一個新的「自有資源」類別，允許歐洲政黨從特定經濟活動中籌措私人資金，例如研討會費用或出版物銷售；這個新類別的資金上限為歐洲政黨預算的5%。最後，該文本建議允許歐洲政黨接受歐洲委員會非歐盟成員國的國家成員政黨的捐款。歐洲議會的憲法事務委員會（AFCO）批評歐盟執委會選擇重新制訂程序的決定，這實際上限制了對執委會已決定修改的法規條款的討論，並阻止了對該法規進行更廣泛的審議。 
2022年3月，歐盟部長理事會通過了一項政治協議（自身談判立場）。2022年7月，歐洲議會憲法事務委員會（AFCO）提出自身立場，並於2022年9月獲得全體會議批准。歐洲議會、歐盟部長理事會和歐盟執委會在2022年9月、10月和11月以及2023年3月舉行了三方對話，但沒有達成協議。

## 組織

### 註冊
第1141/2014號條例第3條列出了實體向APPF註冊為歐洲政黨的標準：
- 實體必須是政治聯盟，第2條將其定義為「政黨和/或公民之間的結構化合作」；[note 1]此外，歐盟普通法院在2020年11月ACRE訴議會案的裁決中指出，第1141/2014號條例中使用的「公民」指的是「歐盟公民」，歐盟以外的政黨不能被視為第1141/2014號條例內的政黨，因為它們不是由歐盟公民組成。[32]
- 實體必須位於成員國；
- 其成員政黨必須在至少四分之一的成員國中擁有歐洲議會、國家議會、地區議會或地區會議的成員代表，或其成員政黨在最近一次歐洲議會選舉中必須在至少四分之一的成員國獲得至少百分之三的選票；
- 其成員政黨不得是另一個歐洲政黨的成員；
- 實體必須遵守（特別是在其黨綱和活動中）歐盟的價值觀，如《歐洲聯盟條約》第2條所述；[33]
- 實體或其成員必須參加過歐洲議會選舉，或公開表示有意參加下一次歐洲議會選舉；
- 實體不得追求營利目標。

此外，第4條對歐洲政黨的管理提出以下條件：
- 章程必須符合政黨所在地成員國的相關法律；
- 章程必須有包括以下內容的條款：
  - 政黨的名稱和標誌，必須與其他歐洲政黨和基金會的名稱和標誌明顯區分；
  - 其所在地地址；
  - 闡明其宗旨和目標的黨綱；
  - 聲明不追求營利目標；
  - 其附屬政治基金會的名稱以及雙方之間正式關係的描述（如果適用）；
  - 其行政和財務組織和程序，應特別定義擁有行政、財務和法律代表權力的機構和組織，以及年度會計的編制、批准和核查規則；
  - 自願解散時應遵循的內部程序；
- 章程也必須包括黨內組織的規定，至少包括以下內容：
  - 其成員的接納、辭職和除名的方式，其成員政黨名單附於章程；
  - 與所有類型成員的相關權利和義務以及相關投票權；
  - 其理事機構的權力、責任和組成，具體規定每個候選人的選擇標準及其任命和解僱的方式；
  - 其內部決策流程，特別是投票程序和法定人數要求；
  - 其透明度方法，特別是在簿記、帳戶和捐贈、隱私和個人資料保護方面；
  - 修改其章程的內部程序。

### 成員資格
歐洲政黨多由國家政黨組成。此外，歐洲公民可以成為一些歐洲政黨的個人成員，這取決於政黨章程的規定。
如前所述，為了「歐洲公共資金的目的」需計算政黨歐洲議會議員的人數，這是指如果歐洲議會議員隸屬於某一歐洲政黨的成員政黨，則議員就被視為「歐洲政黨的議員」，因此許多歐洲政黨所算出的歐洲議會議員人數會多於實際人數。

#### 成員政黨
成員政黨是國家政黨，具有歐洲政黨章程中規定的某種形式的成員資格。歐盟普通法院在2020年11月ACRE訴議會案的裁決中指出，歐盟以外的政黨不能被視為第1141/2014號條例內的政黨，因為它們不是由歐盟公民組成。
APPF在其導引中指出，歐洲政黨「可以透過輔助形式（例如觀察員、合作夥伴、準會員、附屬機構）與政黨或組織自由合作」，但只有「成員」才能符合註冊標準，並且只有他們才能提供成員貢獻。被視為成員「需要與歐洲政黨建立真正的成員聯繫」，其中包括「全面的權利和義務[...]，特別是投票/參與/獲取文件」和「適當的成員費用」。

#### 個人成員
對於個人成員資格的組成沒有法律定義，導致歐洲政黨對它們的定義不同。一個共同的特徵是他們無法參與或只能有限參與政黨決策；有些政黨有代表個別成員進行集體投票的內部機構，有些政黨則完全不賦予他們投票權。

### 資金
歐洲政黨使用公共和私人資金資助其活動；公共資金專指來自歐盟總預算的資金，不能直接來自成員國或第三國或其控制下的實體。
在公共資金方面，歐洲議會每年都會分配一定數額的資金來資助有資格獲得歐洲公共資金的歐洲政黨：該金額的10%一次性分配給所有符合資格的歐洲政黨，而90%按照各黨議員所佔份額比例分配。
2025財年，歐洲政黨總共獲得了4,600萬歐元的撥款。根據其自身對歐洲公共資金的申請及其「可報銷費用」的金額，歐洲政黨「最終」收到的資金可能會低於其最大撥款。歐洲公共資金佔歐洲政黨收入的絕大部分。
例如，2020年公共資金最高撥款金額與最終撥款金額比較如下：
| 歐洲政黨 | 歐洲政黨           | 最高撥款金額 | 最終撥款金額 | 獲得的最高撥款金額比例 |
| -------- | ------------------ | ------------ | ------------ | ---------------------- |
|          | 歐洲人民黨         | €11,134,961  | €9,814,579   | 88.14%                 |
|          | 歐洲社會黨         | €9,067,500   | €8,335,677   | 91.93%                 |
|          | 歐洲自由民主聯盟黨 | €5,420,315   | €5,420,315   | 100.00%                |
|          | 歐洲綠黨           | €3,932,126   | €3,932,126   | 100.00%                |
|          | 歐洲保守改革黨     | €3,600,000   | €1,563,893   | 43.44%                 |
|          | 歐洲愛國黨         | €3,932,126   | €604,526     | 15.37%                 |
|          | 歐洲左派黨         | €2,160,000   | €2,088,523   | 96.69%                 |
|          | 歐洲民主黨         | €855,000     | €652,921     | 76.37%                 |
|          | 歐洲自由聯盟       | €1,134,331   | €1,066,097   | 93.98%                 |
|          | 歐洲基督教政治運動 | €598,583     | €598,583     | 100.00%                |

在私人資金方面，歐洲政黨大多從其國家成員政黨獲得財政捐款，而這些國家成員政黨幾乎總是從成員國獲得公共資金。來自法人，特別是個人的捐贈有限。
APPF監督歐洲政黨的捐款，並每年公佈政治捐助者名單。

### 制裁
第1141/2014號條例第6條授權APPF對歐洲各政黨實施制裁，詳情請參閱第27條。

#### 框架
如果有以下情況，APPF可以取消歐洲政黨的註冊：
- 因從事損害歐盟經濟利益的非法活動而被判有罪；
- 不再符合一項或多項註冊標準；
- 註冊該政黨的決定是基於不正確或誤導性的信息；和
- 嚴重未履行國家法律規定的義務。

在以下情況下，APPF可以對歐洲政黨實施經濟制裁：
- 未能及時提交章程修正案或更新的黨員名單；
- 不遵守其治理義務；
- 未及時提供捐贈人名單及相應捐贈金額；
- 不遵守其會計或報告義務；
- 被判犯有損害歐盟經濟利益的非法活動；
- 遺漏資訊或提供虛假或誤導性資訊；
- 濫用個人資料保護規則影響歐洲議會選舉；
- 接受非法捐贈或捐款；和
- 違反資助禁令。

此外，如果歐洲政黨從事有損歐盟經濟利益的非法活動，或遺漏資訊或提供虛假或誤導性訊息，歐洲議會可能會在未來長達10年內將其排除在公共資助之外。

#### 罰款
對於「不可量化的違法行為」，經濟制裁的範圍為歐洲政黨年度預算的5%至20%，當該政黨從事損害歐盟經濟利益的非法活動時，則可罰至其年度預算的50%。
對於「可量化的違法行為」，經濟制裁的範圍為其收到或未報告的違規金額的100%至300%，最高可達該黨年度預算的10%。

#### 已實施制裁
2023年10月，APPF制裁認同與民主黨「故意向公眾提供不正確的委員會組成資訊」。所施加的經濟制裁相當於該黨年度預算的5%，即47,021歐元。

## 歐洲政黨

### 已註冊歐洲政黨
截至2024年10月，APPF已登記的歐洲政黨共有12組：
| 歐洲政黨 | 歐洲政黨                                                                        | 歐洲政黨  | 歐洲政黨                        | 歐洲政黨 | 歐洲政黨                               | 歐洲政黨                      | 政治              | 政治                                 | 政治           | 成員人數  | 成員人數 | 成員人數 |
| 黨名     | 黨名                                                                            | 縮寫      | 主席                            | 成立時間 | 議會 黨團                              | 政治基金會                    | 政治 光譜         | 意識 形態                            | 歐洲 一體化    | 議會      | 執委會   | 高峰會   |
| -------- | ------------------------------------------------------------------------------- | --------- | ------------------------------- | -------- | -------------------------------------- | ----------------------------- | ----------------- | ------------------------------------ | -------------- | --------- | -------- | -------- |
|          | 歐洲人民黨 European People's Party                                              | EPP       | 曼弗雷德·韋伯                   | 1976     | 歐洲人民黨黨團                         | 維爾弗里德·馬騰斯歐洲研究中心 | 中間偏右          | 基督教民主主義 保守主義 自由保守主義 | 親歐洲主義     | 182 / 720 | 11 / 27  | 11 / 27  |
|          | 歐洲社會黨 Party of European Socialists                                         | PES       | 斯特凡·勒文                     | 1973     | 社会主义者和民主人士进步联盟           | 歐洲進步研究基金會            | 中間偏左          | 社會民主主義                         | 親歐洲主義     | 136 / 720 | 4 / 27   | 3 / 27   |
|          | 欧洲保守派和改革主义者党 European Conservatives and Reformists Party            | ECR Party | 喬治亞·梅洛尼                   | 2009     | 歐洲保守派和改革主義者                 | 新方向                        | 右派至 極右派     | 保守主義 民族保守主義 經濟自由主義   | 軟歐洲懷疑主義 | 70 / 720  | 1 / 27   | 2 / 27   |
|          | 歐洲愛國黨 Patriots.eu                                                          | Patriots  | 傑羅夫·安內曼斯                 | 2014     | 歐洲愛國者                             | 認同與民主基金會              | 右派至 極右派     | 民族保守主義 右派民粹主義            | 歐洲懷疑主義   | 72 / 720  | 0 / 27   | 1 / 27   |
|          | 歐洲自由民主聯盟黨 Alliance of Liberals and Democrats for Europe Party          | ALDE      | 提米·杜利 伊爾汗·庫楚克         | 1976     | 復興歐洲                               | 歐洲自由論壇                  | 中間派至 中間偏右 | 自由主義                             | 親歐洲主義     | 49 / 720  | 5 / 27   | 3 / 27   |
|          | 歐洲綠黨 European Green Party                                                   | EGP       | 梅蘭妮·伏吉爾 湯瑪斯·魏茨       | 2004     | 綠黨/歐洲自由聯盟                      | 綠色歐洲基金會                | 中間偏左至 左派   | 綠色政治                             | 親歐洲主義     | 44 / 720  | 0 / 27   | 0 / 27   |
|          | 主權國家歐洲 Europe of Sovereign Nations                                        | ESN       | 亞歷山大·賽爾                   | 2024     | 主權國家歐洲                           |                               | 極右派            | 極端民族主義 右派民粹主義            | 硬歐洲懷疑主義 | 25 / 720  | 0 / 27   | 0 / 27   |
|          | 為了人民和行星歐洲左派聯盟 European Left Alliance for the People and the Planet | ELA       | 瑪琳·比約克 卡塔琳娜·馬丁斯     | 2024     | 歐洲議會左派—GUE/NGL                   |                               | 左派              | 民主社會主義 生態社會主義            | 軟歐洲懷疑主義 | 18 / 720  | 0 / 27   | 0 / 27   |
|          | 歐洲民主黨 European Democratic Party                                            | EDP       | 法蘭索瓦·白胡                   | 2004     | 復興歐洲                               | 歐洲民主黨研究所              | 中間派            | 中間派                               | 親歐洲主義     | 10 / 720  | 0 / 27   | 0 / 27   |
|          | 歐洲自由聯盟 European Free Alliance                                             | EFA       | 洛雷娜·羅培茲·德拉卡耶·阿里斯蒂 | 1981     | 綠黨/歐洲自由聯盟                      | 科皮特斯基金會                | 大帳篷            | 地區主義 分離主義 少數民族利益       | 親歐洲主義     | 8 / 720   | 0 / 27   | 1 / 27   |
|          | 歐洲左派黨 Party of the European Left                                           | EL        | 沃特·拜爾                       | 2004     | 歐洲議會左派—GUE/NGL                   | 改變歐洲                      | 左派至 極左派     | 民主社會主義 共產主義                | 軟歐洲懷疑主義 | 16 / 720  | 0 / 27   | 0 / 27   |
|          | 歐洲基督教政治運動 European Christian Political Movement                        | ECPM      | 瓦列留·吉列奇                   | 2002     | 歐洲保守派和改革主義者、歐洲人民黨黨團 | Sallux                        | 中間偏右至 右派   | 基督教右派 社會保守主義              | 軟歐洲懷疑主義 | 4 / 720   | 0 / 27   | 0 / 27   |

### 前歐洲政黨
以下實體之前已在APPF註冊。
| 歐洲政黨 | 歐洲政黨                                                 | 歐洲政黨 | 時間     | 時間          | 政治   | 政治                      | 政治           | 政治     |
| 黨名     | 黨名                                                     | 縮寫     | 成立時間 | 取消註冊 時間 | 光譜   | 意識形態                  | 歐洲一體化     | 議會黨團 |
| -------- | -------------------------------------------------------- | -------- | -------- | ------------- | ------ | ------------------------- | -------------- | -------- |
|          | 歐洲民族運動聯盟 Alliance of European National Movements | AENM     | 2009     | 2018          | 極右派 | 極端民族主義 右派民粹主義 | 硬歐洲懷疑主義 | NI       |
|          | 爭取和平與自由聯盟 Alliance for Peace and Freedom        | APF      | 2015     | 2018          | 極右派 | 極端民族主義 新法西斯主義 | 硬歐洲懷疑主義 | NI       |

以下實體在某些時候有資格獲得歐洲公共資金；然而，他們從未在APPF註冊。
| 歐洲政黨 | 歐洲政黨                                                                | 歐洲政黨 | 時間     | 時間     | 時間                                | 政治                                      | 政治           | 政治                                                              |
| 黨名     | 黨名                                                                    | 縮寫     | 成立時間 | 解散時間 | 歐洲公共資金 獲得時間               | 意識形態                                  | 歐洲一體化     | 議會黨團                                                          |
| -------- | ----------------------------------------------------------------------- | -------- | -------- | -------- | ----------------------------------- | ----------------------------------------- | -------------- | ----------------------------------------------------------------- |
|          | 歐洲直接民主聯盟 Alliance for Direct Democracy in Europe                | ADDE     | 2014     | 2017     | 2015，2016-17取得資格但未收到資金   | 直接民主 民族保守主義 右派民粹主義        | 歐洲懷疑主義   | 自由和直接民主歐洲（EFDD）                                        |
|          | 歐洲獨立民主聯盟 Alliance of Independent Democrats in Europe            | ADIE     | 2005     | 2008     | 2006–2008                           | 右派民粹主義 民族保守主義                 | 硬歐洲懷疑主義 | 獨立/民主（IND/DEM）                                              |
|          | 歐洲民族聯盟 Alliance for Europe of the Nations                         | AEN      | 2002     | 2009     | 2004–2009                           | 保守主義 民族保守主義                     | 硬歐洲懷疑主義 | 歐洲民族聯盟（UEN）                                               |
|          | 生活與家庭聯盟 Coalition for Life and Family                            | CVF      | 2016     |          | 2017取得資格但未收到資金            | 社會保守主義 天主教政治 民族主義 反動主義 |                |                                                                   |
|          | 歐洲爭取自由聯盟 European Alliance for Freedom                          | EAF      | 2010     | 2016     | 2011–2016                           | 主權主義 右派民粹主義 民族主義            | 歐洲懷疑主義   | 民族和自由歐洲（ENF）                                             |
|          | 歐洲爭取自由和民主聯盟 European Alliance for Freedom and Democracy      | EAFD     | 2020     | 2023     |                                     | 民粹主義                                  |                | 無所屬（NI） 歐洲保守改革黨團（ECR）                              |
|          | 爭取民主聯合歐洲人 Europeans United for Democracy                       | EUD      | 2005     | 2017     | 2006–2016，2017取得資格但未收到資金 | 軟歐洲懷疑主義                            | 歐洲懷疑主義   | 獨立/民主（IND/DEM） 歐洲保守改革黨團（ECR） 左派黨團（The Left） |
|          | Libertas                                                                |          | 2008     | 2010     | 2009取得資格但未收到資金            | 反里斯本條約                              | 歐洲懷疑主義   | 自由和民主歐洲（EFD）                                             |
|          | 爭取自由和民主歐洲運動 Movement for a Europe of Liberties and Democracy | MELD     | 2011     | 2015     | 2012–2015                           | 民族保守主義 右派民粹主義                 | 歐洲懷疑主義   | 自由和民主歐洲（EFD）                                             |

## 其他政治组织
以下實體從未有資格獲得歐洲公共資助。其中一些自稱為歐洲政黨，但它們不是第1141/2014號條例定義上的歐洲政黨。

### 活動中的政治組織
| 名稱                                               | 縮寫   | 成立時間 | 意識形態                                                                         | 議會黨團   | 席次    | 註釋                                                                   |
| -------------------------------------------------- | ------ | -------- | -------------------------------------------------------------------------------- | ---------- | ------- | ---------------------------------------------------------------------- |
| 歐洲聯邦黨 European Federalist Party               | EFP    | 2011     | 歐洲聯邦主義 社會自由主義                                                        | 無         | 0 / 720 | 支持歐洲聯邦主義的組織                                                 |
| 歐洲海盜黨 European Pirate Party                   | PPEU   | 2014     | 海盜政治 資訊自由 參與式民主 親歐洲主義                                          | Greens/EFA | 1 / 720 | 海盜黨組織                                                             |
| 歐盟動物政治 Animal Politics EU                    | APEU   | 2014     | 動物權利 動物福利                                                                | GUE/NGL    | 2 / 720 | 動物權利政黨組織                                                       |
| 歐洲—民主—世界語 Europe–Democracy–Esperanto        | EDE    | 2003     | 語言權利 世界語主義                                                              | 無         | 0 / 720 | 主張將世界語列為歐盟官方語言的組織                                     |
| 歐洲民主運動2025 Democracy in Europe Movement 2025 | DiEM25 | 2016     | 親歐洲主義 後資本主義 進步主義 民主社會主義 環境保護主義 生態女性主義 另類全球化 | 無         | 0 / 720 | 支持另類全球化、社會生態學、生態女性主義、後增長和後資本主義的左派運動 |
| 歐洲伏特黨 Volt Europa                             | Volt   | 2017     | 歐洲聯邦主義 社會自由主義 進步主義 親歐洲主義                                    | Greens/EFA | 5 / 720 | 使用同名稱在歐盟成員國與非歐盟國家參政的親歐洲主義、歐洲聯邦主義組織   |

### 已解散政治組織
- 新歐洲人（英语：Newropeans）：基於歐洲聯邦制和改革綱領的公民運動。
- 歐洲從賽拉耶佛開始（英语：Europe Begins at Sarajevo）：多元文化主義和和平主義政黨，旨在南斯拉夫戰爭期間支持波士尼亞人民。

### 活動中的政治聯盟
| 名稱                                                                         | 縮寫    | 成立時間 | 意識形態                                                   | 議會黨團                 | 註釋                                                   |
| ---------------------------------------------------------------------------- | ------- | -------- | ---------------------------------------------------------- | ------------------------ | ------------------------------------------------------ |
| 批判歐盟運動歐洲聯盟 The European Alliance of EU-critical Movements          | TEAM    | 1997     | 歐洲懷疑主義                                               | GUE/NGL、Greens/EFA、ID  | 歐洲懷疑主義或批判歐盟組織的聯盟，包含非政府組織與政黨 |
| 歐洲反資本主義左派 European Anti-Capitalist Left                             | EACL    | 2000     | 反資本主義 社會主義 軟歐洲懷疑主義                         | GUE/NGL                  | 左派與反資本主義政黨聯盟                               |
| 歐洲共產主義行動 European Communist Action                                   | ECA     | 2023     | 共產主義 馬克思列寧主義 反資本主義 歐洲懷疑主義 反帝國主義 | Non-Inscrits             | 馬克思列寧主義政黨聯盟，共產黨和工人黨倡議後繼者       |
| 自由巴勒斯坦黨 Free Palestine Party                                          | FPP     | 2024     | 反錫安主義 穆斯林少數族群利益 親土耳其                     | 無                       | 穆斯林少數族群政黨聯盟                                 |
| 自由東南歐網路 Liberal South East European Network                           | LIBSEEN | 2008     | 自由主義                                                   | Renew                    | 東南歐的自由主義政黨與智庫聯盟                         |
| 中東歐綠色左派聯盟 Central-Eastern European Green Left Alliance              | CEEGLA  | 2024     | 民主社會主義 社會民主主義 進步主義 綠色政治 反普丁主義     | GUE/NGL、S&D、Greens/EFA | 中東歐的左派與綠色政治組織及政黨聯盟                   |
| 現在人民 Now the People                                                      | NTP     | 2018     | 民主社會主義 生態社會主義 左派民粹主義                     | GUE/NGL                  | 左派政黨聯盟                                           |
| 北歐勞工運動合作委員會 Cooperation Committee of the Nordic Worker's Movement | SAMAK   | 1886     | 社會民主主義                                               | S&D                      | 北歐的社會民主主義政黨與勞工委員會的聯盟               |

#### 北歐理事會黨團
北歐理事會（北歐議會間合作的官方機構）的黨團：
| 名稱                                        | 縮寫     | 成立時間 | 意識形態                                                                       | 議會黨團                     | 北歐理事會 |
| ------------------------------------------- | -------- | -------- | ------------------------------------------------------------------------------ | ---------------------------- | ---------- |
| 中間派黨團 Centre Group                     | MG       | 1983     | 自由主義 基督教民主主義 綠色政治 （北歐）農業主義                              | Renew、Greens/EFA、EPP Group | 24 / 87    |
| 保守黨團 Conservative Group                 |          |          | 保守主義 自由保守主義 經濟自由主義                                             | EPP Group                    | 13 / 87    |
| 北歐自由黨 Nordic Freedom                   | NF       | 2012     | 右派民粹主義 民族保守主義 歐洲懷疑主義                                         | ECR、ID                      | 8 / 87     |
| 北歐綠色左派聯盟 Nordic Green Left Alliance | NGLA     | 2004     | 民主社會主義 生態社會主義 人民社會主義 社會主義 環境保護主義 女性主義 進步主義 | GUE/NGL、Greens/EFA          | 11 / 87    |
| 社會民主黨團 The Social Democratic Group    | S-Norden |          | 社會民主主義                                                                   | S&D                          | 26 / 87    |

### 已解散政治聯盟
- 歐洲民族陣線（ENF）：極端民族主義與極右派政黨聯盟
- 歐民：極右派、極端民族主義政黨聯盟
- 共產黨和工人黨倡議：馬克思列寧主義政黨聯盟
- 歐洲改革運動（英语：Movement for European Reform）：保守主義、親自由市場與歐洲懷疑主義政黨聯盟[78]

## 外部連接
- The Authority for European Political Parties and European Political Foundations （页面存档备份，存于）
- The European Parliament and Supranational Party System （页面存档备份，存于）